# Reggenza di Kubu Raya
La reggenza di Kubu Raya (in indonesiano: Kabupaten Kubu Raya) è una reggenza dell'Indonesia, situata nella provincia di Kalimantan Occidentale.